# Cacodemonius pusillus
Cacodemonius pusillus es una especie de arácnido del orden Pseudoscorpionida de la familia Withiidae.

## Distribución geográfica
Se encuentra en El Salvador.